# Medailové pořadí na Zimních olympijských hrách 1992
Toto je medailové hekoj  zemí na Zimních olympijských hrách 1992, které se konaly v Albertville ve Francii od 8. února 1992 do 23. února 1992. Těchto her se zúčastnilo 1801 sportovců z 64 zemí v 57 disciplínách v 7 sportech.

## Počet medailí
Toto je kompletní tabulka počtu medailí udělených na Zimních olympijských hrách 1992 podle údajů Mezinárodního olympijského výboru.
| Pořadí | Země                         | Zlato | Stříbro | Bronz | Celkem |
| ------ | ---------------------------- | ----- | ------- | ----- | ------ |
| 1      | Německo (GER)                | 10    | 10      | 6     | 26     |
| 2      | Sjednocený tým (EUN)         | 9     | 6       | 8     | 23     |
| 3      | Norsko (NOR)                 | 9     | 6       | 5     | 20     |
| 4      | Rakousko (AUT)               | 6     | 7       | 8     | 21     |
| 5      | Spojené státy americké (USA) | 5     | 4       | 2     | 11     |
| 6      | Itálie (ITA)                 | 4     | 6       | 4     | 14     |
| 7      | Francie (FRA)                | 3     | 5       | 1     | 9      |
| 8      | Finsko (FIN)                 | 3     | 1       | 3     | 7      |
| 9      | Kanada (CAN)                 | 2     | 3       | 2     | 7      |
| 10     | Jižní Korea (KOR)            | 2     | 1       | 1     | 4      |
| 11     | Japonsko (JPN)               | 1     | 2       | 4     | 7      |
| 12     | Nizozemsko (NED)             | 1     | 1       | 2     | 4      |
| 13     | Švédsko (SWE)                | 1     | 0       | 3     | 4      |
| 14     | Švýcarsko (SUI)              | 1     | 0       | 2     | 3      |
| 15     | Čína (CHN)                   | 0     | 3       | 0     | 3      |
| 16     | Lucembursko (LUX)            | 0     | 2       | 0     | 2      |
| 17     | Nový Zéland (NZL)            | 0     | 1       | 0     | 1      |
| 18     | Československo (TCH)         | 0     | 0       | 3     | 3      |
| 19     | Severní Korea (PRK)          | 0     | 0       | 1     | 1      |
| 19     | Španělsko (ESP)              | 0     | 0       | 1     | 1      |
| Celkem | Celkem                       | 57    | 58      | 56    | 171    |